# Cannabis Cup
La High Times Cannabis Cup è un famoso festival organizzato nei Paesi Bassi dal 1987 che si svolge la terza settimana di novembre, dove si presentano e premiano annualmente le migliori varietà al mondo di derivati della Cannabis.
Oggi il festival viene svolto negli Stati Uniti.
L'idea venne a Steven Hagar editore della Rivista specializzata High Times a seguito di un'intervista con il più famoso produttore olandese di semi di cannabis ad uso medico Nevil.
Le varietà di marijuana sono presentate dai cosiddetti Coffee-shop, olandesi e non, che danno vita ad una vera e propria competizione, con tanto di giuria accreditata a dare un punteggio in base a vari parametri sulla falsariga di una vera e propria gara enologica.
All'interno del festival si organizzano anche convegni sull'uso medico della cannabis ed esperti agronomi insegnano nuove tecniche di coltivazione.

## Passati vincitori 1987-2005
1987 @ Skunk #1

1988 @ Early Pearl/Skunk #1 x Northern Lights #5/ Haze

1989 @ Northern Lights #5

1990 @ Skunk from Free City

1991 @ Haze/Skunk #1

1992 @ Northern Lights #5 x Haze

1993 @ Jack Herrer

1994 @ White Widow

1995 @ White Russian

1996 @ Shantaggy

1997 @ Peacemaker

1998 @ Silver Haze

1999 @ Super Silver Haze

2000 @ Blueberry from the Noon

2001 @ Sweet Tooth

2002 @ Morning Glory

2003 @ Hawaiian Snow

2004 @ Amnesia Haze from Barney's Breakfast Bar

2005 @ Arjan's Ultra Haze

## Vincitori 2005
Cannabis Cup
1. Barney's Breakfast Bar / 'Willie Nelson'
2. The Greenhouse / 'Arjan's Ultra Haze'
3. Coffeeshop Dampkring / 'Silver Haze'

Indica Cup (Seed Company)
1. Soma Seeds / 'Lavender'
2. DNA Genetics / 'L.A. Confidential'
3. Paradise Seeds / 'Sensi Star'

Sativa Cup (Seed Company)
1. DNA Genetics / 'Martian Mean Green'
2. Paradise Seeds / 'Nebula'
3. THSeeds / 'Kushage'

Import Hash Cup
1. Barney's Breakfast Bar / 'Caramella Cream'
2. Coffeeshop Dampkring / 'Rifman Malika'
3. The Greenhouse / 'King Hassan'

Dutch Hash Cup
1. Coffeeshop Dampkring / 'WaterWorks'
2. Barney's Breakfast Bar / 'Kadni Bubble'
3. The Greenhouse / 'Arjan's Ultra Haze #2'

Product Cup
1. Wicked Roots / 'VapeZilla'
2. Polinator Company / 'Bubbelator'
3. Coffeeshop Dampkring / 'Mini Matches'

Glass Cup
1. Green Devil / 'Triple Percolator'
2. DNA BY ARIC / 'D-Line'
3. ROOR / 'Opal Smooth'

## Vincitori 2006
Cannabis Cup
1. Green House / 'Arjan's Ultra Haze'
2. Barney's / 'G13 Haze'
3. Grey Area / 'Martian Mean Green'

Sativa Cup
1. Kiwi Seeds / 'Mako Haze'
2. Paradise Seeds / 'Opium'
3. Blue Cheese / 'Big Buddha Seeds'

Indica
1. Big Buddha Seeds / 'Big Buddha Cheese'
2. Ceres Seeds / 'Fruity Thai'
3. Barney's / 'Night Shade'

Hash
1. Barney's / Carmello Cream
2. Green House / Carmello Royale
3. De Dampkring / Rifman's Noor

Nederhash
1. Barney's / 'Barney Rubble'
2. De Dampkring / 'Water Works'
3. Green House / 'Master Kush Isolater'

Product
1. Wicked Roots / 'Super Vapezilla'
2. Gravity Vortex/ 'Portable Vortex Gravity Bong'
3. Aleda / 'Aleda Papers'

Expo
1. Barney's Farm
2. Green House
3. Wicked Roots

## 20ª edizione (2007) Vincitori e Categorie
Cannabis Cup
1. G-13 Haze - Barney's
2. Chocolope - Grey Area
3. Super Silver Haze - Green House United

Indica Cup
1. Top Dog - Amnesia Seeds
2. Crimea Blue - Barney's Farm
3. Reserva Privada #18 - Reserva Privada

Sativa Cup
1. Kia Kush - Apothecary
2. Tasman Haze - Kiwi Seeds
3. The Purps - BC Bud Depot

Neder Hash
1. Violator Ice-o-lator - Barney's
2. Bubble Mania - Green House United
3. Grey Crystals - Grey Area

Import Hash
1. Triple X - Barney's
2. King Hassan Supreme - Green House United
3. Rifman's Habibi - De Dampkring

Product Cup
1. Barney's Gift Bag - Barney's
2. Portable Vortex Gravity Bong - Gravity Vortex
3. Vaporstar Vaporizer by Vaporstar

Best Booth
1. Barney's Farm
2. DNA Seeds
3. Green House Seeds

## 21ª edizione (2008) Vincitori e Categorie
Cannabis Cup
1. Super Lemon Haze - Greenhouse United
2. Utopia Haze - Barney's Farm
3. Chocolope - The Green Place

Indica Cup
1. Mt. Cook - Kiwi Seeds
2. Cheese - Homegrown Fantaseeds
3. LSD - Barney's Farm

Sativa Cup
1. Utopia Haze - Barney's Farm
2. DeLaHaze - Paradise
3. Cannatonic - Resin Seeds

Neder Hash
1. Royal Jelly - Barney's
2. Greenhouse Ice - Greenhouse
3. Grey Crystal - Grey Area

Import Hash
1. Triple Zero - Barney's
2. Super Palm - Greenhouse
3. Shiraz - Amnesia

Product Cup
1. (tie) BC Chillum - Barney's &

Pocket Alchemy - DNA
3. Bubble Bags - Bubble Bags
4. Glass Vaporizer - Herborizer
Best Booth
1. Barney Farm

Glass Cup
1. AK - DNA Genetics
2. Mr Nice Custom - RooR
3. MOE - Green Devil

## 22ª edizione (2009) Vincitori e Categorie
Cannabis Cup
1. Super Lemon Haze - Green House
2. Vanilla Kush - Barney's Farm
3. Head Band Kush - The Green Place

Indica Cup
1. Starbud - Hortilab
2. OG18 - Reserva Privada
3. Kush D - AllStar Genetics

Sativa Cup
1. Super Lemon Haze - Green House
2. The Purps - BC Bud Depot

Neder Hash
1. Royal Jelly - Barney's
2. Greenhouse Ice - Green House
3. Grey Crystal - Grey Area

Import Hash
1. Rif Cream - Greenhouse
2. Triple Zero - Barney's
3. Azilla - Amnesia

Product Cup
1. Vapor Swing - Original Design by HMK
2. Incredibowl i420 - Incredibowl Industries
3. Strain Hunters DVD - Green House

Best Booth
1. Greenhouse Seed co
2. Barney Farm
3. Big Buddha Seeds

Glass Cup
1. RooR Excalibur
2. shattered dreams
3. Incredibowl i420 - Incredibowl Industries

## 23ª edizione (2010) Vincitori e Categorie
Cannabis Cup
1. Tangerine Dream – Barney's Farm
2. Super Lemon Haze – Greenhouse United
3. L.A. Cheese - The Green Place

Indica Cup
1. Kosher Kush – Reserva Privada
2. Cold Creek Kush - TH Seeds
3. White OG - Karma Genetics

Sativa Cup
1. Acapulco Gold – Barney's Farm
2. Chocolope – DNA Genetics
3. Sour Power - Hortilab

Neder Hash
1. Tangerine Nectar Ice-O-Lator - Greenhouse
2. Tangerine Nectar Iceolator- Barney's
3. Grey Area Crystal - Grey Area

Import Hash
1. Caramella Cream- Barney's Coffeeshop
2. Rif Cream – Greenhouse United
3. Twizla – The Green Place

Product Cup
1. Barney's Bud Scope – Barney's
2. Strainhunters India DVD - Greenhouse Seed Co.
3. NO2 Vaporizer- Vapir

Best Booth
1. Barney Farm
2. Greenhouse Seed Co.
3. Attitude Seed Bank

Glass Cup
1. Ghost - RooR
2. The Klingon – The Cali Connection
3. Dragon Bong – Dragon Bong & Earth Spirit

## 24ª edizione (2011) Vincitori e Categorie
Cannabis Cup
1. Liberty Haze – Barney's Coffeeshop
2. Hawaiian Snow – Greenhouse United
3. Buddha Tahoe - The Green Place

Indica
1. Kosher Kush - Reserva Privada
2. Star Bud - Hortilab
3. Tahoe OG - Cali Connection

Sativa
1. Moonshine Haze - Rare Dankness Seed co
2. Electric Lemon Haze - TH Seeds
3. Dominator - Karma Genetics

## 25ª edizione (2012) Vincitori e Categorie
Cannabis Cup
1. Mattia Alessandri – Greenhouse Coffeeshop
2. Shoreline – The Green Place
3. Evergrey - Grey Area

Indica
1. Kosher Kush - Reserva Privada
2. True OG - Elemental Seeds
3. SFV OG Kush - Cali Connection

Sativa
1. Amnesia Haze - Soma's Sacred Seeds
2. Sour Amnesia - Hortilab
3. Green Shack - Strain Hunters

Hybrid
1. Loud Scout - Loud Seeds
2. Rock Star - Bong Guru Seeds
3. Rug Burn OG - Rare Dankness Seeds